# Karl Harnoncourt
Karl Harnoncourt (* 12. August 1934 in Graz) ist ein österreichischer Arzt und Universitätsprofessor.

## Leben
Karl Harnoncourt wurde als Sohn von Eberhard Harnoncourt und seiner Frau Ladislaja, geborene Gräfin von Meran geboren. Er studierte Medizin und promovierte 1958. Einer Ausbildung zum Internisten am LKH Graz folgte 1973 die Habilitation. Von 1977 bis 1999 stand er der II. Medizinischen Abteilung des LKH Graz vor. Ab 1989 war er Vorsitzender des Instituts für Vorsorgemedizin Joanneum, 1989–91 Präsident der Österreichischen Gesellschaft für Pneumologie, ab 1993 Vorsitzender des Landessanitätsrats Steiermark, ab 1995 Direktor der Steiermärkischen Krankenanstaltengesellschaft KAGes.
Zu seinen Verdiensten zählen Blutgas-Analysatoren, die in den 1960ern von der AVL auf Basis von Harnoncourts Forschungsergebnissen hergestellt wurden, Ultraschalluntersuchungen als Basis für die Spirometrie und die Errichtung einer Universitätsklinik für Psychosomatik und Psychotherapie in Bad Aussee auf seine Initiative hin.

## Engagement
Neun Jahre lang, von 2003 bis 2012, war Harnoncourt Obmann des Hospizvereins Steiermark.

## Privates und Familie
Karl Harnoncourt ist verheiratet und Vater von vier Söhnen und vier Töchtern. Seine Brüder sind der Dirigent Nikolaus Harnoncourt und der Theologe Philipp Harnoncourt. Er ist ein Ururenkel von Erzherzog Johann (1782–1859) und ein Urenkel von Franz von Meran.

## Auszeichnungen
- 2013: Großes Goldenes Ehrenzeichen des Landes Steiermark mit dem Stern